# وانگ یونگ (بازیکن واترپلو)
وانگ یونگ (انگلیسی: Wang Yong؛ زادهٔ ۲۹ ژانویه ۱۹۷۹) بازیکن واترپلو اهل چین بود.
وی در مسابقات کشوری و بین‌المللی در مجموع برندهٔ ۱ مدال طلا، ۱ مدال برنز شده‌است.